# كريس إينز
كريس إينز (بالإنجليزية: Chris Innes)‏ هو لاعب كرة قدم بريطاني في مركز الدفاع، ولد في 13 يوليو 1976 في Broxburn ‏ في المملكة المتحدة. لعب مع دندي يونايتد ونادي اربوراث ونادي إنفرنيس ونادي إيست فيف ونادي سانت ميرين ونادي ستنهاوسموير ونادي فالكيرك ونادي كيلمارنوك ونادي ليفينغستون.

## وصلات خارجية
- كريس إينز على موقع قاعدة بيانات كرة القدم.إي يو (الإنجليزية)
- كريس إينز على موقع Soccerbase.com (لاعب) (الإنجليزية)
- كريس إينز على موقع Soccerway.com (الإنجليزية)